# Bogdan Pietriș
Bogdan Pietriș (n. 13 decembrie 1945, București – d. 6 august 2006, București) a fost un pictor român.
În 1973 a absolvit cursurile Institutului de Arte Plastice „Nicolae Grigorescu” la clasa profesorului Alexandru Ciucurencu. Picturile sale se regăsesc în colecții particulare din România și străinătate.
Din 1976 devine membru al Uniunii Artisticilor Plastici. În 1975 primește Bursa "Teodor Aman", pentru ca un an mai târziu să beneficieze de cea a Uniunii Artiștilor Plastici. În anul 2002 primește premiul al III-lea al Concursului Național de Acuarelă de la Tulcea. A fost membru fondator al Societății de Gestiune Colectivă a Drepturilor de Autor în Domeniul Artelor Vizuale VISARTA.
Decesul a survenit în urma unui accident vascular cerebral, dar este posibil ca Bogdan Pietriș să fi suferit și de leptospiroză, probabil contractată în Delta Dunării, în perioada iunie-iulie 2006.

## Caracterizări
- Bogdan Pietriș despre el însuși

„Pentru mine, pictura e, de fapt, o retrăire a timpului copilăriei. Iubesc pomii înfloriți, ascult foșnetul frunzelor. Privesc natura cu ochii copilului, ... dar când pictez, intervine meseriașul din mine... Peisajele mele apar din această împletire de trăiri - una sentimentală și cea rațională...
Eu nu încep să fac un tablou decât în momentul în care acesta este gata înăuntrul meu... Eu nu spun mere, oală, flori, ci altceva: spun dragoste, bucurie, tristețe...., este mai degrabă un fel de muzică decât realitate.”—Dinu Moraru - „Interviu cu Bodan Pietriș”, în „LUMEA magazin”, nr. 3(95) 2001, pg.36-38.

## Critică de artă
- Mircea Micu

„Pictura lui este frumoasă în sensul superior al cuvântului. E ca un poem perfect respirând ritm și muzicalitate. O muzică a culorilor...
Nimic strident, nimic forțat, o cumințenie și o simplitate pe care doar talentele de excepție le pot transmite privitorului.
Academic, dar și modern în sensul bun al cuvântului, el excelează în portretele misterioase și diafane ale femeilor de o frumusețe serafică. Un abur fin de melancolie și de ascunsă senzualitate plutește peste închipuirile sale feminine... Bogdan Pietriș... rămâne credincios idealului său estetic. Un colorist perfect, un romantic modern...”—Mircea Micu - „O siluetă distinctă”, în Cronica Fundațiilor, nr.3/2002, pg.11
- Virgil Mocanu

„Liniștit, sigur pe opțiunile și destinul său, fără inhibiții sau erupții exclamative, redactându-și opera cu rigoare și sentiment, Bogdan Pietriș devine cu fiecare etapă un nume necesar, semnificativ, în pictura noastră de bună tradiție coloristică și constructivă.... Putem afirma că pictura lui Bogdan Pietriș descinde din colorismul românesc, ea se înscrie într-o mare familie de spirite , într-un anumit climat tipic pentru o direcție remarcabilă din arta noastră modernă.”
- Neculai Călugărița

„Un senior la Porțile Orientului pictorul Bogdan Pietriș ... este un personaj complex și rasat, cu toate atributele intelectualului contemporan, dar și cu o tușă "retro" ce trimite discret la Craii de Curtea Veche, la nostalgia belle-epoque sau la mirajul concentrat al artei interbelice românești. Și, ca orice fiu al unei lumi de interferențe, el nu avea cum să evite o "experiență orientală". Nici nu a vrut. El este, între altele, un pasionat de poezie persană a secolelor X-XIII...
De câteva decenii, Bogdan Pietriș aduce la picioarele zeiței PICTURA toate aceste câștiguri ale șlefuirii sale artistice, ale firii sale de bonom și ale experienței umane, niciodată încheiată... Iată de ce lizierele și florile lui Bogdan Pietriș "trăiesc", iar peisajele citadine încearcă să-și ascundă rănile venite dintr-o istorie nu prea generoasă... Cum Bogdan Pietriș a păstrat cu grijă ceva din sufletul de adolescent, unele din... picturi au parfum de Medeleni, reprezentând una din cele mai frumoase și mai durabile obsesii ale artei europene: frumusețea corpului feminin... Chiar și atunci când lucrările lui Bogdan conțin sugestii ale păcatului, el își tratează personajele fără asprime... Ce fel de artist este Bogdan Pietriș? Este european, balcanic, oriental? Din toate câte ceva... Un astfel de artist apare numai aici.”—Neculai Călugărița - Ziarul Curentul din 30 mai 2000, pg.14
- în Ziarul Timpul

„Este o expoziție incitantă, atât prin parfumul, muzicalitatea transparentă și ingenuitatea florilor, prin eterna poezie a caselor din Deltă și, mai ales, prin incursiunea minunată în lumea și în sufletul acestor personaje feminine, univers plin de lumini și umbre, de frust adevăr și de subtil mister, de grație sau de pitoresc, în care și desenul atât de zgârcit, și culoarea creatoare de atmosferă, dau pretutindeni de prezența performanței.”—Ion Parhon - „Bogdan Pietriș” (serial), în Timpul din 12-18 ianuarie 2005, pg.23
„Prin sinceritatea și originalitatea viziunii, vigoarea construcției și rafinamentul cromatic, Bogdan Pietriș se impune ca unul din cei mai importanți artiști ai României... Discret, demn și netulburat, el pășește pe calea regală deschisă de marii maeștri ai picturii românești.”—Dinu Moraru - Bogdan Pietriș(serial), în Timpul din 19-25 ianuarie 2005, pg.23

## Expoziții
Pietriș a avut expoziții personale atât în țară, cât și în străinătate.

### Expoziții personale
- 1975 -- Slobozia, România
- 1984 -- Galeriile Municipiului București
- 1993 -- Galeria Simeza din București
- 1994 -- Galeria Jean Louis Calderon din București
- 1996 -- Galeria Jean Louis Calderon din București
- 2000 -- Galeria Simeza din București
- 2002 -- Casa Vernescu din București
- 2003 -- Galeriile Orizont din București
- 2003 -- Galeria Frezia din Dej
- 2006 -- Galeriile Orizont din București

### Expoziții de grup
- 1974 - 1989 -- Salonul Municipal de Artă  din București
- 1975 - 1988 -- Expozițiile anuale pictură și sculptură de la Sala Dalles din București
- 1984 -- Expoziția de pictură Flori de la Galeria Căminul Artei din București
- 1993 -- Casa Americii Latine din București
- 1994 -- Cercul Militar Național din București
- 1994 -- Galeria Jean Louis Calderon din București
- 1996 -- Galeria Apollo din București
- 1999 -- Galeriile Orizont din București
- 1999 - 2001 -- Saloanele VIP Aeroportul Henri Coandă București
- 2000 -- Salonul Municipal de Artă din București
- 2001 -- Salonul Național de Artă din București
- 2003 -- Galeria Arcadia din Slobozia sub egida UNESCO

### Expoziții în străinătate
- 1979 -- Bydgoszcz, Polonia
- 1987 -- Gabrovo, Bulgaria
- 1991 -- la Galeriile „Drouot” din Paris
- 1994 -- Belgrad, Serbia
- 1994 -- la Beijing, în China
- 2001 -- la Biblioteca Națională din Oslo, Norvegia